# John Ford (regisseur)
John Ford (Cape Elizabeth (Maine), 1 februari 1894 – Palm Desert (Californië), 31 augustus 1973) was een Amerikaans filmregisseur. Hij maakte succesvol films van de jaren dertig tot de jaren zestig, en is vooral bekend om zijn westerns als Stagecoach en The Searchers. Hij won vier Oscars voor beste regisseur, maar opvallend genoeg geen enkele keer voor zijn westerns. Hij wordt beschouwd als een van de grootste Amerikaanse regisseurs aller tijden.

## Biografie
John Ford werd in Maine geboren als John Martin Feeney. Later gebruikte hij ook de Ierse variant Sean Aloysius O'Fearna. Zijn ouders kwamen uit An Spidéal in het Ierse graafschap Galway. Veel van zijn films verwijzen naar zijn Ierse afkomst.
In 1907 ging zijn broer Francis de naam "Ford" gebruiken als artiestennaam en trok hij naar Hollywood. In 1914 ging Sean (die zijn naam had veranderd in Jack) naar zijn broer toe, waarna hij bijrollen speelde in diens films en serials. In 1917 regisseerde hij zijn eerste film, Straight Shooting. Zijn eerste films waren allen westerns, die meestal dienden als sterrenvehikel voor de toenmalige westernsterren als Harry Carey en Tom Mix.
In 1923 gebruikte hij voor de eerst de naam John Ford. Het jaar daarop maakte hij de western The Iron Horse, zijn eerste meesterwerk. In de jaren twintig was hij de voorzitter van de Motion Picture Directors Association.
Het duurde echter pas tot ver in de jaren dertig voordat zijn naam als groot regisseur gevestigd was. In die jaren veroverde hij het publiek en de critici. De eerste film waarmee Ford juichende kritieken kreeg was The Informer uit 1935. Hij kreeg voor zijn rol de Oscar voor beste regisseur.
In 1939 kwamen twee belangrijke films van Ford uit: Young Mr. Lincoln en Stagecoach. De laatste film maakte een ster van John Wayne en bracht Ford opnieuw een Oscarnominatie, maar is vooral belangrijk omdat deze film de productiemaatschappijen erop wees hoe succesvol een western met een hoog budget kan zijn. John Wayne speelde hierna in meer dan twintig films van Ford.
De jaren veertig begonnen voor Ford zeer goed, aangezien hij tweemaal achter elkaar de Oscar voor Beste Film won, voor The Grapes of Wrath en How Green Was My Valley. De laatste versloeg Citizen Kane in de race voor deze prijs.
Tijdens de Tweede Wereldoorlog diende Ford bij de United States Navy. Hij maakte documentaires voor het ministerie van Defensie. Voor The Battle of Midway en June 7th won hij twee Oscars. Hij raakte gewond tijdens de slag bij Midway. Ford eindigde zijn militaire carrière met de rang van Rear Admiral. Wayne noemde hem in het openbaar meestal "Admiral John Ford."
Eind jaren veertig maakte Ford de "cavalerietrilogie" met Fort Apache, She Wore a Yellow Ribbon en Rio Grande. In alle drie de films speelde John Wayne de hoofdrol.
Met The Quiet Man, John Fords meest persoonlijke film, won hij zijn vierde Oscar. De film gaat over een Amerikaan van Ierse afkomst (gespeeld door John Wayne), die terugkeert naar zijn land van oorsprong. The Searchers uit 1956 wordt door velen beschouwd als zijn beste film, en een van de beste westerns aller tijden.
In 1966 kwam zijn laatste film uit, Seven Women. In 1971 maakte Peter Bogdanovich een documentaire over de filmmaker, getiteld Directed by John Ford.
John Ford was in 1973 de eerste winnaar van de AFI Life Achievement Award. Hij stierf in augustus van dat jaar aan maagkanker in Palm Desert, Californië. Hij is 79 jaar oud geworden.

## Filmografie
Speelfilms
- 1917: Straight Shooting
- 1917: The Secret Man
- 1917: A Marked Man
- 1917: Bucking Broadway
- 1918: The Phantom Riders
- 1918: Wild Women
- 1918: Thieves' Gold
- 1918: The Scarlet Drop
- 1918: Hell Bent
- 1918: A Woman's Fool

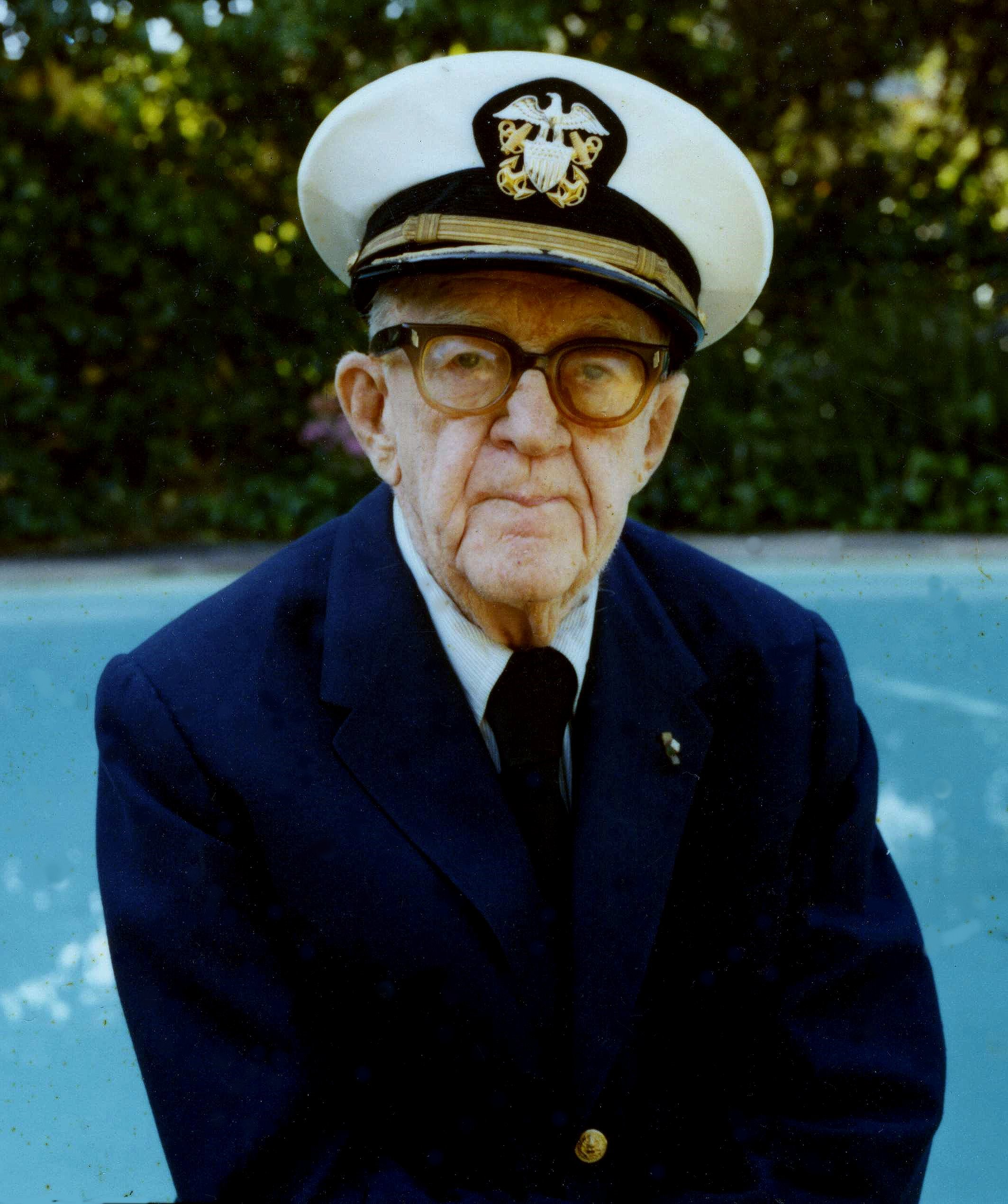
John Ford (1973)

- 1918: The Craving (samen met Francis Ford)
- 1918: Three Mounted Men
- 1919: Roped
- 1919: A Fight for Love
- 1919: Bare Fists
- 1919: Riders of Vengeance
- 1919: The Outcasts of Poker Flat
- 1919: Ace of the Saddle
- 1919: Rider of the Law
- 1919: A Gun Fightin' Gentleman
- 1919: Marked Men
- 1920: The Prince of Avenue A
- 1920: The Girl in Number 29
- 1920: Hitchin' Posts
- 1920: Just Pals
- 1920: The Big Punch
- 1921: The Freeze-Out
- 1921: The Wallop
- 1921: Desperate Trails
- 1921: Action
- 1921: Sure Fire
- 1921: Jackie
- 1922: Little Miss Smiles
- 1922: Silver Wings
- 1922: The Village Blacksmith
- 1922: The Face on the Bar-Room Floor
- 1923: Three Jumps Ahead
- 1923: Cameo Kirby
- 1923: North of Hudson Bay
- 1923: Hoodman Blind
- 1924: The Iron Horse (niet vermeld in aftiteling)
- 1924: Hearts of Oak
- 1925: Lightnin'
- 1925: Kentucky Pride
- 1925: Thank You
- 1925: The Fighting Heart
- 1926: The Shamrock Handicap
- 1926: 3 Bad Men
- 1926: The Blue Eagle (niet vermeld in aftiteling)
- 1927: Upstream
- 1928: Mother Machree (niet vermeld in aftiteling)
- 1928: Four Sons
- 1928: Hangman's House (niet vermeld in aftiteling)
- 1928: Riley the Cop (niet vermeld in aftiteling)
- 1929: Strong Boy
- 1929: The Black Watch
- 1929: Salute (samen met David Butler)
- 1930: Men Without Women
- 1930: Born Reckless
- 1930: Up the River
- 1931: Seas Beneath
- 1931: The Brat
- 1931: Arrowsmith
- 1932: Air Mail
- 1932: Flesh (niet vermeld in aftiteling)
- 1933: Pilgrimage
- 1933: Doctor Bull
- 1934: The Lost Patrol
- 1934: The World Moves On
- 1934: Judge Priest
- 1935: The Whole Town's Talking
- 1935: The Informer
- 1935: Steamboat Round the Bend
- 1936: The Prisoner of Shark Island
- 1936: Mary of Scotland
- 1936: The Plough and the Stars
- 1937: Wee Willie Winkie
- 1937: The Hurricane
- 1938: The Adventures of Marco Polo (samen met Archie Mayo)
- 1938: Four Men and a Prayer
- 1938: Submarine Patrol
- 1939: Stagecoach
- 1939: Young Mr. Lincoln
- 1939: Drums Along the Mohawk
- 1940: The Grapes of Wrath
- 1940: The Long Voyage Home
- 1941: Tobacco Road
- 1941: How Green Was My Valley
- 1946: Undercover: How to Operate Behind Enemy Lines
- 1945: They Were Expendable
- 1946: My Darling Clementine
- 1947: The Fugitive
- 1948: Fort Apache
- 1948: 3 Godfathers
- 1949: She Wore a Yellow Ribbon
- 1950: When Willie Comes Marching Home
- 1950: Wagon Master
- 1950: Rio Grande
- 1952: The Quiet Man
- 1952: What Price Glory?
- 1953: The Sun Shines Bright
- 1953: Mogambo
- 1955: The Long Gray Line
- 1955: Mister Roberts (samen met Mervyn LeRoy)
- 1956: The Searchers
- 1957: The Wings of Eagles
- 1957: The Rising of the Moon
- 1958: Gideon's Day
- 1958: The Last Hurrah
- 1959: The Horse Soldiers
- 1960: Sergeant Rutledge
- 1961: Two Rode Together
- 1962: The Man Who Shot Liberty Valance
- 1962: How the West Was Won (samen met Henry Hathaway en George Marshall)
- 1963: Donovan's Reef
- 1964: Cheyenne Autumn
- 1965: Young Cassidy (samen met Jack Cardiff)
- 1966: Seven Women

Documentaire's
- 1943: December 7th (met Greg Toland)
- 1951: This is Korea
- 1976: Chesty: A Tribute to a Legend

Korte films
- 1917: The Tornado
- 1917: The Trail of Hate
- 1917: The Scrapper
- 1917: Cheyenne's Pal
- 1917: The Soul Herder
- 1919: The Fighting Brothers
- 1919: The Rustlers
- 1919: Gun Law
- 1919: By Indian Post
- 1919: The Gun Packer
- 1919: The Last Outlaw
- 1928: Napoleon's Barber
- 1942: Torpedo Squadron (documentaire)
- 1942: Sex Hygiene (met Otto Brower)
- 1942: The Battle of Midway (documentaire)
- 1950: Korea (documetaire)